# Оклахома, как она есть
«Оклахома, как она есть» (англ. Oklahoma Crude) — художественный фильм режиссёра Стэнли Крамера, вышедший на экраны в 1973 году.

## Сюжет
Действие происходит на рубеже XIX—XX веков в американском штате Оклахома во времена нефтяного бума. Одинокая молодая женщина Лена Дойл (Фэй Данауэй), убеждённая феминистка, владеет участком земли, на котором предполагаются богатые залежи нефти. Крупная нефтяная компания пытается приобрести этот участок, оказывая на неё жёсткое давление. Лена Дойл с оружием в руках защищает свои владения и одновременно ведёт разработку нефтяного месторождения. После того как во время ночного налёта убивают её работника-мексиканца, она соглашается взять себе в помощники своего отца Клеона (Джон Миллс) и вооружённого работника Мэйсона (Джордж Скотт).

## Роли исполняли
- Фэй Данауэй — Лена Дойл
- Джордж Скотт — Мэйсон
- Джон Миллс — Клеон Дойл, отец Лены
- Джек Пэланс — Хеллман
- Уильям Лакинг — Мэрион
- Харви Джейсон — Уилкокс
- Тед Геринг — Воббли
- Хэл Смит — Си. Р. Миллер

## Прокат
Во Франции фильм вышел в прокат 18 октября 1973 года под названием «Чёрное золото Оклахомы» (фр. L'or noir de l'Oklahoma).

## Призы
- 1973 — VIII Московский международный кинофестиваль: Золотой приз[2]
- 1974 — номинация на премию «Золотой глобус» за лучшую оригинальную песню («Send a Little Love My Way», музыка Генри Манчини, слова Хэл Дэвид)[3]